# Microtus fortis
Microtus fortis är en däggdjursart som beskrevs av Eugen Büchner 1889. Microtus fortis ingår i släktet åkersorkar och familjen hamsterartade gnagare. Inga underarter finns listade i Catalogue of Life.

## Utseende
Arten blir 12,0 till 13,9 cm lång (huvud och bål) och har en 4,8 till 6,7 cm lång svans. Bakfötterna är 2,2 till 2,5 cm långa och öronen är 1,3 till 1,5 cm stora. Den mörk rödbruna pälsen på ovansidan blir ljusare och mer gråaktig fram mot undersidan. Svansen är uppdelad i en mörkbrun ovansida och en vit undersida. På fram- och baktassar förekommer ljusbrun päls.

## Utbredning
Denna sork förekommer med flera från varandra skilda populationer i östra Asien. Den hittas i Ryssland, Mongoliet, på Koreahalvön och i Kina. Arten vistas i låglandet och i bergstrakter upp till 2000 meter över havet. Habitatet utgörs främst av den täta växtligheten intill vattenansamlingar som floder, insjöar och bäckar. Vid översvämningar under vårfloden lever arten på angränsande odlingsmark.

## Ekologi
Honor kan ha upp till 6 kullar mellan april och november med cirka 5 ungar per kull. Dräktigheten varar ungefär 20 dagar. Könsmognaden infaller för honor efter 3,5 till 4 månader och för hanar något senare.
Individerna lever i familjegrupper som har olika underjordiska bon. Det finns tunnelsystem som tillfällig skydd, som boplats för en längre tid och gångar för att söka föda. Skyddstunnlar är vanligen 20 till 40 cm långa. Mer permanenta bon består under sommaren av ett rum med en diameter av 12 till 17 cm och två gångar till markytan. För vintern skapar Microtus fortis avancerade med ytterligare förrådsrum och flera tunnlar samt upp till 20 ingångar. Hannar är aggressiva mot artfränder som tillhör en annan grupp men inte mot flockmedlemmar.
Arten har under sommaren främst gröna delar av gräs, halvgräs och örter som föda som kompletteras med några insekter. Den äter under vintern rötter, rotknöl, bark och frön. En familj lagrar under hösten cirka 1,4 kg förråd i boet. Microtus fortis är vanligen aktiv vid olika dagtider. Endast under sommaren är den nattaktiv.

## Hot
Beståndet hotas regionalt av landskapsförändringar och av bränder. Hela populationen antas vara stor. IUCN kategoriserar arten globalt som livskraftig.